# Lubuklinggau
Lubuklinggau (auch Lubuk Linggau) ist eine indonesische autonome Stadt (indonesisch Kota) im Süden der Insel Sumatra, zur Provinz Sumatra Selatan (Süd-Sumatra) gehörig. Die Stadt hat 241.894 Einwohner (Fortschreibung Ende 2023) auf einer Fläche von 367,73 km² und liegt auf einer durchschnittlichen Höhe von 129 m.

## Geografie
Hinsichtlich ihrer Territorialfläche (0,42 % der Provinz) belegt die Stadt Platz 16 von den 17 Verwaltungseinheiten der 2. Ebene (Kota/Kabupaten) bzw. Platz 8 aller 34 Kota auf der Insel Sumatra.

### Lage
Die Stadt liegt am Trans-Sumatra-Highway, der quer durch Sumatra von Bakauheni im Süden bis nach Banda Aceh im Norden führt. Bis in die Provinzhauptstadt Palembang sind es ca. 220 km Luftlinie in östlicher Richtung. Die Binnenstadt ist ringsum vom Kabupaten Musi Rawas umgeben, nur im Süden grenzt der Kabupaten Rejang Lebong aus der Provinz Bengkulu an. Zwei Drittel des Territoriums werden dem Tiefland zugerechnet. Es werden die geografischen Koordinaten zwischen
3° 07′ 51″ und 3° 22′ 41" s. Br. sowie zwischen 102° 45′ 11″ und 102° 58′ 36″ ö. L. belegt.

### Wetter und Klima
In Lubuklinggau herrscht, wie in ganz Indonesien tropisches Regenwaldklima (feuchttropisches Klima), es gibt eine trockene Jahreszeit und die Regenzeit. Letztere reicht von September bis Dezember. Die Regenmengen lagen 2020 zwischen 596,5 mm (Mai) und 127,5 mm (Dezember). Die durchschnittliche tägliche Temperatur lag bei ca. 29 °C und unterlag in den einzelnen Monaten wenig Schwankungen.

## Verwaltungsgliederung
Die Stadt wird in acht Distrikte (indonesisch Kecamatan) gegliedert. Diese bestehen aus 72 Orten städtischen Typs (indonesisch Kelurahan), die sich wiederum aus 513 „Nachbarschaftsvereinen“ (indonesisch RT, Rukun Tetangga) zusammensetzen.
| Code 1   | Kecamatan Distrikt       | Ibu Kota Verwaltungssitz | Fläche (km²) | Einw. Zensus 2010 2 | Volkszählung 2020 | Volkszählung 2020 | Volkszählung 2020 | Anz. Kel. | Anz. RT |
| Code 1   | Kecamatan Distrikt       | Ibu Kota Verwaltungssitz | Fläche (km²) | Einw. Zensus 2010 2 | Einw. 3           | 0Dichte 40        | Sex Ratio 5       | Anz. Kel. | Anz. RT |
| -------- | ------------------------ | ------------------------ | ------------ | ------------------- | ----------------- | ----------------- | ----------------- | --------- | ------- |
| 16.73.01 | Lubuklinggau Timur I     | Air Kuti                 | 13,90        | 30.685              | 34.290            | 2.466,9           | 99,51             | 8         | 56      |
| 16.73.02 | Lubuklinggau Barat I     | Kayu Ara                 | 54,81        | 30.377              | 38.340            | 699,5             | 100,13            | 11        | 82      |
| 16.73.03 | Lubuklinggau Selatan I00 | Perumnas Rahmah00        | 85,15        | 13.905              | 16.012            | 188,0             | 103,74            | 7         | 50      |
| 16.73.04 | Lubuklinggau Utara I     | Petanang Ilir            | 152,30       | 15.313              | 17.907            | 117,6             | 105,14            | 10        | 58      |
| 16.73.05 | Lubuklinggau Timur II    | Mesat Seni               | 10,12        | 30.935              | 33.023            | 3.263,1           | 101,08            | 9         | 78      |
| 16.73.06 | Lubuklinggau Barat II    | Ulak Lebar               | 10,84        | 21.340              | 20.938            | 1.931,5           | 101,44            | 8         | 58      |
| 16.73.07 | Lubuklinggau Selatan II  | Marga Rahayu             | 37,26        | 26.447              | 33.242            | 892,2             | 102,77            | 9         | 60      |
| 16.73.08 | Lubuklinggau Utara II    | Batu Urip                | 37,11        | 32.306              | 40.414            | 1.089,0           | 102,27            | 10        | 71      |
| 16.73    | Kota Lubuklinggau        | Kota Lubuklinggau        | 401,50       | 201.308             | 234.166           | 583,2             | 101,65            | 72        | 513     |

## Demografie
Hinsichtlich der Bevölkerung wird (mit 2,72 % der Provinz) Platz 13 von den 17 Verwaltungseinheiten der 2. Ordnung (Kabupaten/Kota) belegt. Bezogen auf alle 34 Kota auf der Insel Sumatra bedeutet dies ebenfalls Rang 13. Mit ihrer Bevölkerungsdichte von 657,8 Einw. je km² weist Lubuklinggau die zweithöchste der vier autonomen Städte der Provinz Sumatra Selatan auf.
Der Frauenanteil hat sich zwischen den beiden Volkszählungen 2010 und 2020 sowie zum Jahresende nur unwesentlich verändert und auf Werte unterhalb 50 Prozent eingepegelt.
| Religion im Jahr 2020 | Religion im Jahr 2020 | Religion im Jahr 2020 | Religion im Jahr 2020 |
| Religion              | Anzahl                | Anteil (%)            | Gebäude               |
| --------------------- | --------------------- | --------------------- | --------------------- |
| Islam                 | 220.953               | 97,05                 | 206 1                 |
| Christen insg.        | 00.4.143 2            | 01,83                 | 018                   |
| Davon:                |                       |                       |                       |
| Protestanten          | 00.2.743              | 01,20                 | 0017                  |
| Katholiken            | 00.1.400              | 00,61                 | 0001                  |
|                       |                       |                       |                       |
| Hindus                | 00.027                | 00,01                 | 000–                  |
| Buddhisten            | 02.532                | 01,11                 | 0007                  |
| Sonstige              | 0000.3                |                       | 000–                  |

| Jahr  | Gesamt- bevölkerung | Männer   | %      | Frauen   | %      |
| ----- | ------------------- | -------- | ------ | -------- | ------ |
| 02010 | 00201.308           | 0100.924 | 050,13 | 0100.384 | 049,87 |
| 02020 | 00234.166           | 0118.042 | 050,41 | 0116.124 | 049,59 |
| 02023 | 00241.894           | 0121.877 | 050,38 | 0120.017 | 049,62 |

## Geschichte
Die unabhängige und autonome Stadt Lubuklinggau wurde durch das Regierungsgesetz Nr. 7 des Jahres 2001 gebildet. Hierbei wurden vom Kabupaten Musi Rawas 12 Dörfer (9 vom Kecamatan Muara Beliti und 3 von Batu Kuning Lakitan Ulu Terawas) abgetrennt und zur neuen Stadt formiert. Reorganisiert bestand die neue Stadt aus den nach vier Himmelsrichtungen benannten Distrikten (Utara, Selatan, Timur und Barat) mit 49 Dörfern. Durch die Regionalanweisung 17/2004 wurde die Zahl der Kelurahan auf 72 erhöht. Schließlich brachte die Regionalanweisung 18/2004 eine Verdoppelung der vier vorhandenen Kecamatan bei der gleichzeitigen Umbenennung.

### Soziale Daten 2020
| Merkmal                                                            | Lubuklinggau | 0Prov. Sumatra Selatan0 |
| ------------------------------------------------------------------ | ------------ | ----------------------- |
| Bevölkerung unterhalb der Armutsgrenze (Tsd.)0                     | 029,80       | 302,58                  |
| Anteil der „armen Bevölkerung“ (indonesisch Penduduk miskin) (%)00 | 021,71       | 15,03                   |
| Arbeitslosenrate (%)                                               | 007,41       | 04,18                   |
| Lebenserwartung bei der Geburt (Jahre)                             | 069,25       | 69,35                   |
| HDI-Index                                                          | 074,78       | 71,40                   |
| Analphabetenrate (in %, 15+ J.)                                    | 000,94       | 01,99                   |
| Anteil der Altersgruppen                                           | 0Real0       | 0Prozentual0            |
| Kinder (<15 J.)                                                    |              | 28,06                   |
| arbeitsfähige Bevölkerung (15–64 J.)                               |              | 67,44                   |
| Rentner und Pensionäre (>65 J.)                                    |              | 04,50                   |

### Aktuelle Daten der Bevölkerungsfortschreibung
Nachfolgende Tabelle gibt den Einwohnerstand nach Geschlecht vom Jahresende 2022 und 2023 wieder. Er resultiert aus den Ergebnissen der Fortschreibung durch die örtlichen Zivilregistrierungsbüros (Disdukcapil, indonesisch Dinas Kependudukan dan Pencatatan Sipil) und kann in einer interaktiven Karte abgerufen werden
| Kecamatan                | 31.12.2022 | 31.12.2022 | 31.12.2022 | Fläche km² | 31.12.2023 | 31.12.2023 | 31.12.2023 | 31.12.2023         | 31.12.2023          |
| Kecamatan                | 0Insg.     | männl.     | weibl.     | Fläche km² | 0Insg.     | männl.     | weibl.     | Dichte [Einw./km²] | Sex Ratio [M*100/F] |
| ------------------------ | ---------- | ---------- | ---------- | ---------- | ---------- | ---------- | ---------- | ------------------ | ------------------- |
| Lubuk Linggau Timur I    | 34.395     | 17.208     | 17.187     | 13,79      | 34.915     | 17.423     | 17.492     | 2.531,9            | 99,61               |
| Lubuk Linggau Barat I    | 39.008     | 19.435     | 19.573     | 54,85      | 39.995     | 20.091     | 19.904     | 729,2              | 100,94              |
| Lubuk Linggau Selatan I  | 16.624     | 8.210      | 8.414      | 80,32      | 16.940     | 8.593      | 8.347      | 210,9              | 102,95              |
| Lubuk Linggau Utara I    | 18.198     | 8.980      | 9.218      | 130,60     | 18.582     | 9.424      | 9.158      | 142,3              | 102,90              |
| Lubuk Linggau Timur II   | 32.611     | 16.203     | 16.408     | 10,32      | 32.816     | 16.515     | 16.301     | 3.179,8            | 101,31              |
| Lubuk Linggau Barat II   | 20.951     | 10.432     | 10.519     | 7,63       | 20.990     | 10.561     | 10.429     | 2.751,0            | 101,27              |
| Lubuk Linggau Selatan II | 33.657     | 16.651     | 17.006     | 36,57      | 34.496     | 17.467     | 17.029     | 943,3              | 102,57              |
| Lubuk Linggau Utara II   | 42.132     | 20.885     | 21.247     | 30,97      | 43.160     | 21.803     | 21.357     | 1.393,6            | 102,09              |
| Kota Lubuk Linggau       | 237.576    | 118.004    | 119.572    | 365,05 1   | 241.894    | 121.877    | 120.017    | 662,6              | 101,55              |